# Freedom Ride (Australien)
Der Freedom Ride ging im Jahr 1965 als ein bedeutendes Ereignis für mehr Menschen- und Bürgerrechte in die Geschichte Australiens ein. Studenten an der Universität Sydney bildeten eine politische Aktionsgruppe, die Student Action for Aborigines (SAFA), die vom 12. bis 26. Februar 1965 in abgelegene Gebiete des australischen Bundesstaates New South Wales reiste, in denen Aborigines diskriminiert wurden. Sie beabsichtigten gegen die herrschende Rassentrennung gewaltfrei durch Aktionen zu protestieren.
Mit ihren Protesten und ihrem Namen Freedom Ride lehnten sie sich an Aktionen der politischen Bewegung Freedom Ride aus dem Jahr 1964 in den USA an.

## Rassendiskriminierung
In vielen kleinen Orten im Norden von New South Wales war es Aborigines verboten Cafés, Clubs und Schwimmbäder zu betreten. In Theatern gab es getrennte Sitzordnungen. Die Aborigines konnten lediglich in Handelsgeschäften einkaufen, Drinks in Hotels einnehmen und ihnen wurde die Aufnahme in Clubs verweigert. 
Charles Perkins (1936–2000), damals einer von zwei indigenen Studenten an der Universität Sydney, wurde zum Sprecher der SAFA gewählt. An der Aktion mit einem Bus waren 35 Studenten beteiligt.
Die Studenten legten in den zwei Wochen etwa 2300 Kilometer zurück. Zunächst informierten sie sich in Wellington und Gulargambone über die Diskriminierungen und Lebensbedingungen der Aborigines, die am Rande australischer Orte lebten. Sie interessierten sich vor allem für die Lage der Aborigines und ihrer Gesundheitsversorgung, Unterbringung und Ausbildung.
Weitere Orte, die sie aufsuchten und gegen die Rassendiskriminierung protestierten, waren Lismore, Bowraville und Kempsey. In Bowraville war damals das städtische Theater in Sektoren nach Schwarz und Weiß getrennt.
In Moree kam es zu einer gewaltsamen Auseinandersetzung mit Weißen, als sie gegen das Badeverbot von Aboriginekindern im städtischen Schwimmbad protestierten und aus dem Bad vertrieben wurden. Nach einer Protestaktion bei Walgett wurden die Teilnehmer aus dem Ort vertrieben, ihr Bus wurde von einem anderen Fahrzeug dreimal gerammt und geriet danach in einen Straßengraben. Ein Journalist des Sydney Morning Herald dokumentierte den Vorfall und veröffentlichte ihn. Dadurch wurde die Aktion weltweit öffentlich bekannt.
Die Studenten konnten damals die Verhältnisse zwar nicht ändern, aber eine breite Öffentlichkeit wurde über die diskriminierenden Verhältnisse durch Berichte im Rundfunk, Fernsehen und in Zeitungen informiert.

## Nachwirken
2005 fand im 40sten Jahr danach ein weiterer Freedom Ride nach dem Vorbild von 1965 statt, dabei wurden 13 Aborigines-Gemeinschaften in New South Wales aufgesucht. Der damalige Ride stand allerdings unter dem politischen Thema der Reconciliation, einer Debatte über die Aussöhnung von Aborigines und Weißen. Festgestellt wurde, es habe positive Veränderungen in den vergangenen Jahren gegeben, dennoch seien auch weniger gute Lebensverhältnisse festgestellt worden.
Ein weiterer Freedom Ride fand 2015 am 50sten Jahrestag mit einem Bus statt, in dem sich auch Teilnehmer aus dem Jahr 1965 befanden. Festgehalten wurde, dass sich die australische Gesellschaft zu Toleranz und zur Verantwortung für ein gedeihliches Miteinander bekenne.